# Žofie Sasko-Výmarsko-Eisenašská
Žofie Sasko-Výmarsko-Eisenašská (Žofie Luisa Adelaida Marie Olga Karola; 20. března 1911, Výmar – 21. listopadu 1988, Hamburk) byla princeznou z rodu sasko-výmarsko-eisenašských. Narodila se ve Výmaru jako nejstarší dítě a jediná dcera velkovévody Viléma Arnošta Sasko-Výmarsko-Eisenašského a jeho druhé manželky Feodory Sasko-Meiningenské.
Jako příbuzná nizozemské královny Vilemíny byla v roce 1937 Žofie pozvána na svatbu její dcery Juliány jako družička. Zapletla se do diplomatického skandálu poté, co jí a dvěma dalším německým princeznám nacistická vláda zadržela pasy. Ačkoli byly později propuštěny, Žofie se na poslední chvíli rozhodla svatby nezúčastnit. V roce 1938 se Žofie provdala za schwarzburského knížete Fridricha Günthera, do konce roku se však rozvedli.

## Juliánina svatba

### Pozvání
V roce 1937 probíhaly přípravy na svatbu jediného dítěte královny Vilemíny Nizozemské, korunní princezny Juliány s princem Bernhardem z Lippe-Biesterfeld, když došlo k malému diplomatickému skandálu.
Tato aféra byla výsledkem Vilemínina názoru, že svatba je rodinná záležitost; v důsledku toho pozvala zahraniční šlechtice, leč některé ani osobně neznala. A tak si Juliána mohla za družičky vybrat pouze své příbuzné nebo rodinné přítelkyně. Mezi nimi byla Žofie (její a Bernhardova vzdálená sestřenice), vévodkyně Thyra Meklenbursko-Střelická (další vzdálená sestřenice), velkokněžna Kira Kirillovna Ruská (sestřenice), vévodkyně Vojslava Meklenburská (sestřenice) a dvě Bernhardovy sestry.

### Diplomatický skandál
Když začaly přípravy na královskou svatbu, zapletla se Žofie do malého diplomatického skandálu. Německou nacistickou vládu zjevně pobouřilo, že se jejich vlajka nepoužívá na slavnostech týkajících se svatby a odmítla vydat pasy Žofii a Bernhardovým sestřenicím, princeznám Sieglinde a Alžbětě zur Lippe. Německá vláda uvedla, že protestuje také proti údajným protinacistickým incidentům v Nizozemsku, a hněvá se, že Juliánin německý snoubenec princ Bernhard v Nizozemsku veřejně nebrání nacistický režim. Vilemína a nizozemská vláda uvedly, že věří, že svatba je soukromá rodinná záležitost a proto by použití německé vlajky nebylo vhodné; místo toho se rozhodly použít nizozemskou vlajku a vlajku Bernhardovy rodiny. Německá nelibost se vztahovala i na jejich národní hymnu; Vilemína a nizozemská vláda neviděly žádnou potřebu hrát německou hymnu na svatbě, protože Bernhard byl nyní nizozemským občanem, a proto již neměl německé občanství. Do Berlína byla zaslána protestní zpráva, v níž bylo prohlášeno, že zadržení nezbytných dokumentů je „urážkou královny“. Přestože se nizozemský ministr v Berlíně omluvil za jeden z incidentů týkajících se nacistické vlajky, nacistická vláda pokládala jeho prohlášení za „nedostatečné“. Pasy princeznám nebyly vydány, dokud princ Bernhard neposlal osobní dopis německému kancléři Adolfu Hitlerovi.
Přestože byly pasy princeznám vydány, Žofie z neznámých důvodů zrušila svou účast na svatbě a uvedla, že se na poslední chvíli nemůže svatby zúčastnit. Svatební přípravy bez problémů pokračovaly a Juliána se 7. ledna 1937 provdala. Místo Žofie byla družičkou baronka von Heeckeren van Kell, jedna z Juliániných dvorních dam.

## Manželství
Dne 7. března 1938 se Žofie v Heinrichau provdala za knížete Fridricha Günthera Schwarzburského, který držel tento titul od smrti svého otce Sizza 24. března 1926.
Manželství trvalo jen krátce, manželé se 1. listopadu 1938 rozvedli. Fridrich Günther se nikdy znovu neoženil ani neměl legitimní potomky, proto se po něm schwarzburskou kněžnou stala jeho starší sestra Marie Antonie.
Žofie zemřela v roce 1988 v Hamburku.

## Tituly a oslovení
- 20. března 1911 – 7. března 1938: Její Výsost princezna Žofie Sasko-Výmarsko-Eisenašská, vévodkyně saská
- 7. března 1938 – 1. listopadu 1938: Její Výsost schwarzburská kněžna
- 1. listopadu 1938 – 21. listopadu 1988: Její Výsost princezna Žofie Sasko-Výmarsko-Eisenašská, vévodkyně saská

## Vývod z předků
|                                 |                                          |  |                                |                                                |  |  |  |  |  |  |  | Karel Fridrich Sasko-Výmarský |
|                                 |                                          |  |                                |                                                |  |  |  |  |  |  |  |                               |
|                                 | Karel Alexandr Sasko-Výmarsko-Eisenašský |  |                                |                                                |  |  |  |  |  |  |  |                               |
|                                 |                                          |  |                                |                                                |  |  |  |  |  |  |  |                               |
|                                 |                                          |  |                                | Marie Pavlovna Ruská                           |  |  |  |  |  |  |  |                               |
|                                 |                                          |  |                                |                                                |  |  |  |  |  |  |  |                               |
|                                 | Karel August Sasko-Výmarsko-Eisenašský   |  |                                |                                                |  |  |  |  |  |  |  |                               |
|                                 |                                          |  |                                |                                                |  |  |  |  |  |  |  |                               |
|                                 |                                          |  |                                | Vilém II. Nizozemský                           |  |  |  |  |  |  |  |                               |
|                                 |                                          |  |                                |                                                |  |  |  |  |  |  |  |                               |
|                                 | Žofie Nizozemská                         |  |                                |                                                |  |  |  |  |  |  |  |                               |
|                                 |                                          |  |                                |                                                |  |  |  |  |  |  |  |                               |
|                                 |                                          |  |                                | Anna Pavlovna Ruská                            |  |  |  |  |  |  |  |                               |
|                                 |                                          |  |                                |                                                |  |  |  |  |  |  |  |                               |
|                                 | Vilém Arnošt Sasko-Výmarsko-Eisenašský   |  |                                |                                                |  |  |  |  |  |  |  |                               |
|                                 |                                          |  |                                |                                                |  |  |  |  |  |  |  |                               |
|                                 |                                          |  |                                | Bernard Sasko-Výmarsko-Eisenašský              |  |  |  |  |  |  |  |                               |
|                                 |                                          |  |                                |                                                |  |  |  |  |  |  |  |                               |
|                                 | Heřman Sasko-Výmarsko-Eisenašský         |  |                                |                                                |  |  |  |  |  |  |  |                               |
|                                 |                                          |  |                                |                                                |  |  |  |  |  |  |  |                               |
|                                 |                                          |  |                                | Ida Sasko-Meiningenská                         |  |  |  |  |  |  |  |                               |
|                                 |                                          |  |                                |                                                |  |  |  |  |  |  |  |                               |
|                                 | Pavlína Sasko-Výmarsko-Eisenašská        |  |                                |                                                |  |  |  |  |  |  |  |                               |
|                                 |                                          |  |                                |                                                |  |  |  |  |  |  |  |                               |
|                                 |                                          |  |                                | Vilém I. Württemberský                         |  |  |  |  |  |  |  |                               |
|                                 |                                          |  |                                |                                                |  |  |  |  |  |  |  |                               |
|                                 | Augusta Württemberská                    |  |                                |                                                |  |  |  |  |  |  |  |                               |
|                                 |                                          |  |                                |                                                |  |  |  |  |  |  |  |                               |
|                                 |                                          |  |                                | Pavlína Württemberská                          |  |  |  |  |  |  |  |                               |
|                                 |                                          |  |                                |                                                |  |  |  |  |  |  |  |                               |
| Žofie Sasko-Výmarsko-Eisenašská |                                          |  |                                |                                                |  |  |  |  |  |  |  |                               |
|                                 |                                          |  |                                |                                                |  |  |  |  |  |  |  |                               |
|                                 |                                          |  | Bernard II. Sasko-Meiningenský |                                                |  |  |  |  |  |  |  |                               |
|                                 |                                          |  |                                |                                                |  |  |  |  |  |  |  |                               |
|                                 | Jiří II. Sasko-Meiningenský              |  |                                |                                                |  |  |  |  |  |  |  |                               |
|                                 |                                          |  |                                |                                                |  |  |  |  |  |  |  |                               |
|                                 |                                          |  |                                | Marie Frederika Hesensko-Kasselská             |  |  |  |  |  |  |  |                               |
|                                 |                                          |  |                                |                                                |  |  |  |  |  |  |  |                               |
|                                 | Fridrich Jan Sasko-Meiningenský          |  |                                |                                                |  |  |  |  |  |  |  |                               |
|                                 |                                          |  |                                |                                                |  |  |  |  |  |  |  |                               |
|                                 |                                          |  |                                | Arnošt I. z Hohenlohe-Langenburgu              |  |  |  |  |  |  |  |                               |
|                                 |                                          |  |                                |                                                |  |  |  |  |  |  |  |                               |
|                                 | Feodora z Hohenlohe-Langenburgu          |  |                                |                                                |  |  |  |  |  |  |  |                               |
|                                 |                                          |  |                                |                                                |  |  |  |  |  |  |  |                               |
|                                 |                                          |  |                                | Feodora Leiningenská                           |  |  |  |  |  |  |  |                               |
|                                 |                                          |  |                                |                                                |  |  |  |  |  |  |  |                               |
|                                 | Feodora Sasko-Meiningenská               |  |                                |                                                |  |  |  |  |  |  |  |                               |
|                                 |                                          |  |                                |                                                |  |  |  |  |  |  |  |                               |
|                                 |                                          |  |                                | Julius z Lippe-Biesterfeldu                    |  |  |  |  |  |  |  |                               |
|                                 |                                          |  |                                |                                                |  |  |  |  |  |  |  |                               |
|                                 | Arnošt II. Lippsko-Biesterfeldský        |  |                                |                                                |  |  |  |  |  |  |  |                               |
|                                 |                                          |  |                                |                                                |  |  |  |  |  |  |  |                               |
|                                 |                                          |  |                                | Adéla z Castell-Castellu                       |  |  |  |  |  |  |  |                               |
|                                 |                                          |  |                                |                                                |  |  |  |  |  |  |  |                               |
|                                 | Adéla z Lippe-Biesterfeldu               |  |                                |                                                |  |  |  |  |  |  |  |                               |
|                                 |                                          |  |                                |                                                |  |  |  |  |  |  |  |                               |
|                                 |                                          |  |                                | Leopold Otto Bedřich František z Wartenslebenu |  |  |  |  |  |  |  |                               |
|                                 |                                          |  |                                |                                                |  |  |  |  |  |  |  |                               |
|                                 | Karolína z Wartenslebenu                 |  |                                |                                                |  |  |  |  |  |  |  |                               |
|                                 |                                          |  |                                |                                                |  |  |  |  |  |  |  |                               |
|                                 |                                          |  |                                | Matilde Halbach                                |  |  |  |  |  |  |  |                               |
|                                 |                                          |  |                                |                                                |  |  |  |  |  |  |  |                               |